# Sanibel, Florida
Sanibel är en stad (city) i Lee County, i delstaten Florida, USA. Enligt United States Census Bureau har staden en folkmängd på 6 602 invånare (2011) och en landarea på 41,8 km².